# Episodi di Drei Damen vom Grill (decima stagione)
La decima stagione della serie televisiva Drei Damen vom Grill è stata trasmessa in anteprima in Germania nel corso del 1990.
| nº | Titolo originale           | Titolo italiano | Prima TV Germania | Prima TV Italia |
| -- | -------------------------- | --------------- | ----------------- | --------------- |
| 1  | Das Millionending          | inedito         | 1990              | inedito         |
| 2  | Unter Dach und Fach        | inedito         | 1990              | inedito         |
| 3  | Ein 'uhriger' Samstag      | inedito         | 1990              | inedito         |
| 4  | Ballgeflüster              | inedito         | 1990              | inedito         |
| 5  | Der Fleck                  | inedito         | 1990              | inedito         |
| 6  | Das Auge des Gesetzes      | inedito         | 1990              | inedito         |
| 7  | Aus der Traum              | inedito         | 1990              | inedito         |
| 8  | Wirbel um Wiebke           | inedito         | 1990              | inedito         |
| 9  | Berlin ist eine Reise wert | inedito         | 1990              | inedito         |
| 10 | Trau, schau, wem           | inedito         | 1990              | inedito         |
| 11 | Färbers Taschenkrimi       | inedito         | 1990              | inedito         |
| 12 | Komplott komplett          | inedito         | 1990              | inedito         |